# Олівер Летвін
Олівер Летвін (англ. Oliver Letwin; нар. 19 травня 1956, Лондон, Англія) — британський політик-консерватор, член парламенту з 1997 і Державний міністр у Кабінеті міністрів з 2015. Він також є головою Департаменту консервативних досліджень і головою огляду політики Консервативної партії.

## Життєпис
Летвін є сином Вільяма Летвіна (14 грудня 1922 — 20 лютого 2013), почесного професора Лондонської школи економіки і консервативного науковця Ширлі Робін Летвін, «Єврейських інтелектуалів-американців з Чикаго, чиї батьки втекли від переслідувань з Києва».
Одружений, має двох дітей. Він здобув освіту у Кембриджському і Принстонському університетах, Лондонській школі бізнесу. Летвін був науковим співробітником Кембриджського університету, державним службовцем і директором банку.
Перш увійти до уряду, він обіймав ряд посад у тіньовому кабінеті, як Головного секретаря Казначейства, Міністра внутрішніх справ, Канцлера Казначейства і Міністра навколишнього середовища.
Після відставки Майкла Говарда з посади лідера Консервативної партії після загальних виборів у травні 2005 року, Летвін публічно підтримав молодого кандидата і можливого переможця Девіда Кемерона.

## Публікації
- Oliver Letwin (1987) Ethics, Emotion and the Unity of the Self, Routledge, ISBN 0-7099-4110-2
- Oliver Letwin and John Redwood. (1988) Britain's Biggest Enterprise — ideas for radical reform of the NHS, Centre for Policy Studies, ISBN 1-870265-19-X
- Oliver Letwin (1988) Privatising the World: A Study of International Privatisation in Theory and Practice, Thomson Learning, ISBN 0-304-31527-3
- Oliver Letwin (1989) Drift to union: Wiser ways to a wider community, Centre for Policy Studies, ISBN 1-870265-74-2
- Oliver Letwin (2003) The Neighbourly Society: Collected Speeches, Centre for Policy Studies, ISBN 1-903219-60-4